# 硫化スカンジウム(III)
硫化スカンジウム(III)(Scandium(III) sulfide)は、スカンジウムと硫黄からなる化合物で、化学式はSc2S3である。黄色い固体である。

## 構造
結晶構造は、塩化スカンジウムとよく似ており、アニオンが同一球の最密充填の状態に配列している。塩化ナトリウムでは、アニオン格子の八面体の全ての隙間にカチオンがあるが、硫化スカンジウムの場合、その3分の1は空である。空の位置は非常に複雑なパターンで並んでおり、空間群Fdddの大きな斜方晶型の単位胞となっている。

## 合成
金属硫化物は、2つの元素の混合物を加熱することで合成されるが、スカンジウムの場合、この方法では一硫化物である一硫化スカンジウムが生じてしまう。硫化スカンジウム(III)は、グラファイトのるつぼ内で硫化水素を流しながら、1550℃以上で2-3時間加熱することにより合成できる。粗生成物は、輸送剤としてヨウ素を用いて、950℃で化学蒸気輸送を行うことにより精製できる。
Sc2O3 + 3H2S → Sc2S3 + 3H2O
徐々に温度を上げながら乾燥硫化水素と塩化スカンジウム(III)を反応させることでも得られる。
2 ScCl3 + 3 H2S → Sc2S3 + 6 HCl

## 反応
1100℃以上で硫黄を失い、Sc1.37S2等の不定比化合物を生じる。